# Eye of the Needle (Star Trek)
Eye of the Needle is de zevende aflevering in het eerste seizoen van de televisieserie Star Trek: Voyager.

## Plot
De bemanning van de U.S.S. Voyager heeft een wormgat met het Alfa Kwadrant ontdekt. Tot grote teleurstelling van de bemanning blijkt het te gaan om een micro-wormgat, met een doorgang die te nauw is voor het schip. Men slaagt er wel in de aandacht te trekken van een argwanende kapitein Telek R'Mor van een Romulaans schip dat wetenschappelijk onderzoek doet. Kapitein Janeway weet de Romulaanse kapitein te overtuigen dat de Voyager in het Delta Kwadrant is beland. Ze krijgen het tevens voor elkaar om Telek via het wormgat te teleporteren naar Voyager, maar ze ontdekken dan dat Telek niet alleen uit het Alfa Kwadrant komt, maar ook uit een andere tijd, namelijk 20 jaar eerder. Dit maakt het voor de bemanning onmogelijk om zichzelf terug te teleporteren, want dan komen ze in een verkeerde tijdsperiode terecht. Telek stelt voor om berichten voor hun familie en vrienden mee te nemen en ze over 20 jaar aan de geadresseerden te geven.
Tegelijkertijd wordt duidelijk dat de holografische dokter van Voyager zich steeds meer heeft ontwikkeld tot een echte persoonlijk. Als hij hoort dat de bemanning wellicht terugkeert naar huis en dat hij alleen moet achterblijven op Voyager, wordt zijn eenzame situatie op het schip pijnlijk zichtbaar. Medebemanningslid Kes pleit er voor dat de dokter als een echt lid van de bemanning moet worden beschouwd.

## De dokter
In deze aflevering is speciale aandacht voor de rol van de holografische dokter. Hij wordt doorgaans door de bemanning behandeld als een gevoelloos computerprogramma, maar hij heeft zich juist steeds meer ontwikkeld tot een echte persoonlijkheid. De vraag dringt zich op wanneer iets als een levend wezen kan worden beschouwd en dus ook met hetzelfde respect dient te worden behandeld. Binnen de Star Trek-franchise speelde eenzelfde vraag rondom de androïde Data.

## Ontvangst
Door SyFy Wire werd de aflevering op nummer 14 gezet van beste afleveringen van Star Trek: Voyager. De website Tor.com gaf de aflevering 9 punten (op een totaal van 10) en was positief over zowel de plotontwikkeling als het spel van de personages Telek, Janeway en de dokter.
Hoewel de uitkomst van de aflevering bij voorbaat al vast staat - het sterrenschip zal niet via het wormgat terugkeren naar huis - biedt het script een aantal interessante en emotionele scenes. De bemanning is vol blijdschap met de kans om weer thuis te komen, de gesprekken tussen Janeway en Telek bieden veel ruimte voor emotie en diepgang, en de dokter ontdekt steeds meer over zijn rol en positie op het schip.

## Trivia
- Acteur Vaughn Armstrong speelde de rol van de Romulaanse kapitein Telek R'Mor. Voor hem was dit de derde rol in een Star Trek-serie. Hij zou later nog diverse malen in verschillende rollen opduiken in Voyager en andere series, waaronder Star Trek: Enterprise.[5]
- Auteur Christie Golden schreef de trilogie Dark Matters die zich afspeelt na de aflevering. In de boeken wordt onder andere verder ingegaan op de achtergrond van Telek R'Mor.[5]